# 農林中金バリューインベストメンツ
農林中金バリューインベストメンツ株式会社（英文社名：Norinchukin Value Investments Co.,Ltd.）は、2014年に設立された農林中央金庫グループの投資助言会社で、機関投資家からのニーズが高まりつつある「株式長期厳選投資（長期・安定的にキャッシュ・フローを創出可能な企業への投資）」を投資コンセプトとした投資助言業務を行っている。

## 沿革
- 2014年10月 - 農中信託銀行の助言業務の一部（企業投資部）が農林中央金庫と共同し農林中金バリューインベストメンツ株式会社を設立。
- 2015年1月 - 営業開始。

## 運用・助言する投資信託
- 農林中金＜パートナーズ＞長期厳選投資　おおぶね
- 農林中金＜パートナーズ＞おおぶねグローバル（長期厳選）
- 農林中金＜パートナーズ＞おおぶねJAPAN（日本選抜）